# Al Yah 3
Al Yah 3 ist ein kommerzieller Kommunikationssatellit der Al Yah Satellite Communications Company.
Er wurde am 25. Januar 2018 um 22:30 UTC zusammen mit dem Kommunikationssatelliten SES-14 in der unteren Startposition der Doppelstartvorrichtung einer Ariane-5-ECA-Trägerrakete von der Startrampe ELA-3 des Centre Spatial Guyanais in einen supersynchronen Geotransferorbit gebracht. Der Satellit wurde nach rund 27 Minuten Flug von der Oberstufe abgetrennt. Statt der vorgesehenen Umlaufbahn von 232 × 43.163 km mit 3° Bahnneigung wurde er jedoch in einen deutlich stärker geneigten Orbit von 20,64° gebracht. Grund hierfür war ein falsch spezifizierter Bezugswert des Trägheitsnavigationssystems der Rakete. Dadurch müssen seine Triebwerke die Bahnneigung reduzieren. Ob dies ohne Beeinträchtigung der geplanten Lebensdauer von 15 Jahren möglich sein wird, ist noch unklar.
Der dreiachsenstabilisierte Satellit ist mit 53 Ka-Band Transpondern (+ 5 Reserve) und acht Reflektorantennen ausgerüstet und soll von der Position 20° West aus Brasilien und Afrika mit Telekommunikationsdienstleistungen versorgen. Er wurde auf Basis des Satellitenbus GEOStar-3 der Orbital Sciences Corporation gebaut und besitzt eine geplante Lebensdauer von 15 Jahren.